# Вест Најак (Њујорк)
Вест Најак (енгл. West Nyack) насељено је место без административног статуса у америчкој савезној држави Њујорк.

## Демографија
По попису из 2010. године број становника је 3.439, што је 157 (4,8%) становника више него 2000. године.
| Група             | 2000.         | 2010.         |
| Белци             | 2.756 (84,0%) | 2.612 (76,0%) |
| Афроамериканци    | 65 (2,0%)     | 92 (2,7%)     |
| Азијати           | 249 (7,6%)    | 352 (10,2%)   |
| Хиспаноамериканци | 183 (5,6%)    | 339 (9,9%)    |
| Укупно            | 3.282         | 3.439         |